# Agarwalia
Agarwalia är ett släkte av svampar. Agarwalia ingår i divisionen sporsäcksvampar och riket svampar.